# 연합호 사건
연합호 사건은 2008년 센카쿠·댜오위다오의 앞바다에서 중화민국의 선박 연합호가 일본의 해상보안청 순시선 고시키와 충돌하여 침몰한 해난 사고를 말한다.

## 개요
연합호(등록번호: CT3-5816)는 대만 타이베이현을 모항으로 하는 유어선으로, 16명이 승선하고 2008년 6월 10일 심야에 센카쿠·댜오위다오를 향해 가고 있었다. 센카쿠·댜오위다오를 실효 지배하고 있는 일본은 센카쿠·댜오위다오의 영해에 이러한 중국 선박을 침입시키지 않기 위해 경계하고 있었다. 해상 경비중인 해상 보안청의 순시선 고시키는 영해 침범 혐의로 즉시 추적을 시작했다. 일본 측의 견해에 따르면 연합호는 소형 선박임을 이용하여 지그재그 항해의 도주를 하고 있었지만, 연합호가 오른쪽으로 급전하여 고시키의 뱃머리 부분이 연합호와 부딪혀, 오전 4시 38분에 침몰했다고 한다. 그러나 연합호 측은 자동 조선이며 도주 행각은 하지 않았다고 설명했다. 휴대 전화로 촬영 한 선상의 동영상을 6월 12일에 언론에 공개했다. 접촉시 연합호의 승무원 중 2명이 부상당했다.
이시가키 해상 보안부는 6월 14일, 업무상 과실 왕래 위험죄 혐의로 연합호 선장 (당시 48세)과 고시키의 선장 (당시 58세)을 업무상 과실 왕래 위험죄 및 업무상 과실 상해죄 혐의로 불구속 입건했다. 따라서 일본측은 쌍방의 부주의로 인한 해난 사고로 간주하고 있었다. 또한 승선하고 있던 16명 중 13명은 대만 측 순찰 선박 타이중이 마중나와 대만에 귀환했으며, 선장 등 3 명은 일본 당국의 조사 후 나하시 나하 공항에서 비행기로 대만에 귀환했다.